# Desierto y semidesierto del golfo de Omán
El desierto y semidesierto del golfo de Omán es una ecorregión de la ecozona afrotropical, definida por WWF, que se sitúa en el extremo noreste de la península arábiga.

## Descripción
Es una ecorregión de desierto que ocupa 62.400 kilómetros cuadrados en el este de Omán y los Emiratos Árabes Unidos. El desierto de Rub al-Jali, perteneciente a la ecorregión denominada desierto y monte xerófilo de Arabia y el Sinaí, separa esta región del resto de Arabia. También limita, en la costa sur de Omán, con el desierto costero nublado de la península arábiga. Dentro de la ecorregión, en Omán, se encuentran los montes Al Hajar, que constituyen una ecorregión distinta, la sabana arbolada de los montes Al Hajar, y, más al sur, el arenal de Wahiba, que pertenece también al desierto y monte xerófilo de Arabia y el Sinaí.
Hay una gran variedad de hábitats en la ecorregión: manglares costeros, humedales, sabanas de acacias, llanuras de grava y las altas montañas de la península de Musandam.

## Fauna
Entre los mamíferos amenazados destacan el leopardo de Arabia (Panthera pardus nimr), y la cabra llamada tar árabe (Hemitragus jayakari).
La ecorregión es una parada importante para la migración de muchas aves. Se han catalogado más de cuatrocientas especies de aves.
En la costa se encuentran varias especies de tortugas, como la tortuga verde marina (Chelonia mydas) y la tortuga de carey (Eretmochelys imbricata), ambas en peligro de extinción. 

## Estado de conservación
En peligro crítico. Las principales amenazas son el pastoreo, las mareas negras, la caza furtiva y los vehículos todo-terreno.